# Roc de la Graella
El Roc de la Graella és una muntanya de 1.332 metres que es troba al municipi del Pont de Bar, a la comarca de l'Alt Urgell.